# Arturo Alfonso Schomburg
Arturo Alfonso Schomburg, também conhecido como Arthur Schomburg (24 de janeiro de 1874 – 10 de junho de 1938), foi um ativista, escritor e historiador. Schomburg era um porto-riquenho de ascendência africana e alemã que se mudou para os Estados Unidos e pesquisou e chamou atenção para as grandes contribuições que os afro-latino americanos e afro-americanos fizeram à sociedade. Ele foi uma importante figura intelectual no Renascimento do Harlem. Através dos anos, ele colecionou literatura, arte, narrativas de escravos e outros materiais de história africana, que foram comprados para compor a base do Centro Schomburg de Pesquisa em Cultura Negra (Schomburg Center for Research in Black Culture), nomeado assim em sua homenagem, na filial da Biblioteca Pública de Nova Iorque no Harlem.

## Primeiros anos
Schomburg nasceu na cidade de Santurce em Porto Rico (hoje parte de San Juan), filho de Mary Joseph, uma parteira negra que nasceu livre na ilha de St. Croix e Carlos Frederico Schomburg, um mercador alemão que vivia em Porto Rico.
Enquanto Schomburg estava no ensino fundamental, um de seus professores alegou que os negros não tinham história, heróis ou realizações. Decidido a provar que seu professor estava errado, Schomburg se pôs a encontrar e documentar os feitos de africanos no seu próprio continente e na diáspora.
Schomburg foi educado no Instituto Popular de San Juan, onde ele aprendeu impressão comercial. Na faculdade St. Thomas College, nas Ilhas Virgens então governadas pela Dinamarca, ele estudou Literatura Negra.

## Defensor da independência de Porto Rico
Schomburg imigrou para Nova Iorque no dia 17 de abril de 1891 e se estabeleceu na região do Harlem, em Manhattan. Ele continuou seus estudos para desembaraçar o fio de história africana no tecido das Américas. Após passar por episódios de discriminação racial nos EUA, ele passou a se chamar de "Afroboriqueño" que significa "afro-porto-riquenho". Ele se tornou um membro do Comitê Revolucionário de Porto Rico e tornou-se um defensor ativo da independência de Porto Rico e Cuba da Espanha.

## Casamento e família
Em 30 de junho de 1895, Schomburg se casou com Elizabeth Hatcher, de Staunton, Virgínia. Ela havia se mudado para Nova Iorque como parte de uma onda migratória vinda do Sul e que se intensificaria no século XX e viria a ser conhecida como a Grande Migração. Eles tiveram três filhos: Maximo Gomez; Arthur Alfonso, Jr. e Kingsley Guarionex Schomburg.
Após Hatcher falecer em 1900, Schomburg se casou com Elizabeth Morrow Taylor, natural de Williamsburg, uma vila no Condado de Rockingham, Carolina do Norte, em 17 de março de 1902. Eles tiveram dois filhos: Reginald Stanton e Nathaniel José Schomburg.

## Carreira
Em 1896, Schomburg começou a dar aulas de espanhol em Nova Iorque. Entre 1901 e 1906 ele trabalhou como mensageiro e funcionário do escritório de advocacia Pryor Mellis and Harris, em Nova Iorque. Em 1906, começou a trabalhar para o banco Bankers Trust Company. Mais tarde, tornou-se supervisor da Seção de Correio do Caribe e América Latina, posto que manteve até a sua saída em 1929.
Enquanto sustentava a si mesmo e a sua família, Schomburg começou seu trabalho intelectual de escrever sobre história caribenha e afro-americana. Seu primeiro artigo conhecido, "Is Hayti Decadent?", foi publicado em 1904 por The Unique Advertiser. Em 1909 ele escreveu Placido, a Cuban Martyr, um panfleto curto sobre o poeta e militante pela independência Gabriel de la Concepción Valdés.

## A Sociedade Negra para Pesquisa Histórica
Em 1911, Schomburg fundou junto a John Edward Bruce a Sociedade Negra para Pesquisa Histórica (Negro Society for Historical Research), para criar um instituto que apoiasse esforços acadêmicos. Pela primeira vez, reuniu-se acadêmicos africanos, caribenhos e afro-americanos. Em 1914, Schomburg para a exclusiva Academia Negra Americana (American Negro Academy, ANA), se tornando, entre 1920 e 1928, o quinto e último presidente da organização. Fundada em Washington, D.C., em 1897, essa primeira grande sociedade de aprendizagem afro-americana reuniu estudiosos, editores e ativistas para refutar a erudição racista, promover reivindicações negras à igualdade individual, social e política e publicar a história e sociologia da vida do afro-americano.
Este foi um período de fundação de sociedades para incentivar a erudição na história afro-americana. Em 1915, Dr. Carter G. Woodson, co-fundou a Associação para o Estudo da Vida e História Negra (Association for the Study of Negro Life and History, hoje chamada Association for the Study of African American Life and History) e começou a publicação da revista acadêmica Journal of Negro History.
Schomburg se envolveu com o movimento do Renascimento do Harlem, que se espalhou para outras comunidades afro-americanas dos EUA. A concentração de negros no Harlem oriundos de outros lugares dos EUA e do Caribe levou ao florescimento das artes e de movimentos intelectuais e políticos. Ele foi o co-editor da edição de 1912 da Encyclopedia of the Colored Race de Daniel Alexander Payne Murray.
Em 1916 Schomburg publicou o que foi a primeira bibliografia notável de poesia afro-americana, A Bibliographical Checklist of American Negro Poetry.
Em março de 1925 Schomburg publicou seu ensaio "The Negro Digs Up His Past" em uma edição da revista Survey Graphic voltada para a vida intelectual do Harlem. O ensaio teve ampla distribuição e influência. O historiador autodidata John Henrik Clarke disse ter se inspirado tanto pelo ensaio que deixou sua casa em Columbus, Geórgia aos 17 anos para conhecer Schomburg pessoalmente e aprofundar seus estudos sobre a história da África. Alain Locke incluiu o ensaio em sua coletânea editada The New Negro.

## A Coleção Schomburg de Arte e Literatura Negra
A Biblioteca Pública de Nova Iorque e a bibliotecária da filial da Rua 135, Ernestine Rose, compraram sua extensa coleção de arte, literatura e outros materiais em 1926. Eles o nomearam curador da Coleção Schomburg de Arte e Literatura Negra, nomeada assim em sua homenagem, na filial Rua 135 (Harlem) da Biblioteca. O centro foi mais tarde renomeado como Centro Arthur Schomburg de Pesquisa em Cultura Negra.
Entre 1931 e 1932 Schomburg serviu como Curador da Coleção Negra na biblioteca da Universidade Fisk, em Nashville, Tennessee, ajudando a direcionar a aquisição de materiais. Em 1932 ele viajou para Cuba; lá, conheceu vários artistas e escritores cubanos e adquiriu mais materiais para seus estudos.
Ele foi nomeado membro honorário do Men's Business Club em Yonkers, Nova Iorque. Também ocupou o cargo de tesoureiro da associação Loyal Sons of Africa em Nova Iorque e foi membro da Maçonaria Prince Hall.

## Últimos anos
Após uma cirurgia nos dentes, Schomburg adoeceu e faleceu no Hospital Madison Park, em Brooklyn, Nova Iorque, no dia 10 de junho de 1938. Ele se encontra enterrado no túmulo 13785 na seção Locust Grove do Cemitério Cypress Hill, no Brooklyn.

## Legado
Por volta dos anos 1920, Schomburg já havia acumulado uma coleção que consistia em obras de arte, manuscritos, livros raros, narrativas de escravos e outros artefatos de história negra. Em 1926 a Biblioteca Pública de Nova Iorque comprou sua coleção por $10.000 com a ajuda de uma bolsa da Carnegie Corporation. A coleção formou a pedra angular da Divisão de História Negra da Biblioteca em sua filial na Rua 135 no Harlem. Schomburg usou o dinheiro da venda para financiar viagens à Espanha, França, Alemanha e Inglaterra, para buscar mais peças de história negra para adicionar à coleção. Em 2002, o acadêmico Molefi Kete Asante incluiu Schomburg em sua lista dos 100 Maiores Afro-Americanos.
Em homenagem a Schomburg, a Hampshire College concede uma bolsa de estudos baseada em mérito de $30.000 em seu nome para estudantes que "demonstram promessa nas áreas de forte desempenho acadêmico e liderança no Hampshire College e na comunidade".
A Faculdade de Artes e Ciências na Universidade de Buffalo também tem uma bolsa nomeada em homenagem a Schomburg.
O trabalho de Arturo Alfonso Schomburg serviu como inspiração para porto-riquenhos, latinos e afro-americanos. O poder de conhecer a grande contribuição que os afro-latino-americanos e afro-americanos deram à sociedade ajudou a continuidade do trabalho de futuras gerações no movimento dos direitos civis dos negros nos Estados Unidos.